# Vallabhbhai Patel
Pour les articles homonymes, voir Patel.
Vallabhbhai Jhaverbhai Patel (Nadiad, 31 octobre 1875 - Bombay, 15 décembre 1950), dit Sardar Vallabhbhai Patel, est un leader nationaliste et homme d'État indien, originaire, comme Gandhi, du Gujarat.

## Biographie
Son père aurait participé à la révolte des Cipayes sous les ordres de la rani Lakshmî Bâî.
Après ses études de droit au Middle Temple, en Angleterre (1910-1913), où il obtient son diplôme en deux années au lieu des trois habituelles, il retourne en Inde aussitôt et ouvre un cabinet d'avocat à Ahmadâbâd. Il fait bientôt la rencontre de Gandhi et rejoint le mouvement pour la désobéissance civile. Il devient le président du Parti du Congrès en 1931 et, grâce à ses efforts, le parti recueille 100 % des votes aux élections de 1937. Il est emprisonné de nombreuses fois par les Britanniques du fait de ses activités politiques, en particulier du 9 août 1942 à la fin du conflit mondial, à la suite de la résolution « Quit India » qui enjoignait à la puissance coloniale à se retirer du pays.
Candidat naturel du parti à la fonction de Premier ministre, ayant le soutien de la majorité de ses membres, il se laisse persuader par Gandhi de laisser cette place à Jawaharlal Nehru. Comme ministre de l'Intérieur, ministre des États et vice-Premier ministre (1947-1950) dans le gouvernement de ce dernier, il négocie avec succès l'intégration des États princiers des Indes au sein de la république, n'hésitant pas à envoyer l'armée à Junâgadh et Hyderâbâd pour mater les désirs d'indépendance de leur raja.
Sa gestion de la crise après l'assassinat de Gandhi permet à cet « homme de fer », comme on l'appelle alors, d'éviter qu'une guerre civile n'embrase l'Inde.
Sa fille Maniben Patel est une femme politique. La danseuse et chorégraphe indienne Chandralekha est sa nièce.

## Hommages

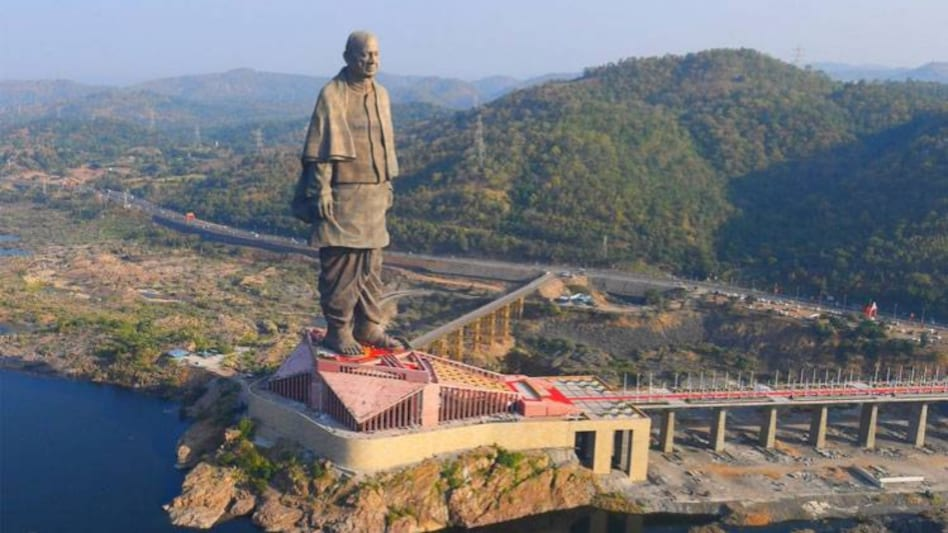
La statue de l'Unité en 2018.

Le titre de Sardar lui a été conféré par le peuple du Gujarat en marque de respect.
Il reçoit la Bharat Ratna, la plus haute décoration civile indienne, à titre posthume 41 ans après son décès.
La statue de l'Unité, située dans le Gujarat sur la rive du Narmada, inaugurée le 31 octobre 2018 et qui représente Vallabhbhai Patel en pied, est à ce jour la plus haute du monde avec 240 mètres piédestal inclus et 182 mètres pour la statue seule.